# Louis De Geer (1587–1652)
Louis De Geer (förnamnet även: Lodewijk, Lovis eller Louys), född 17 november 1587 i Liège, död 19 juni 1652 i Amsterdam, var en vallonsk-nederländsk-svensk köpman och industriidkare. Han var vän med Axel Oxenstierna och har kallats för "den svenska industrins fader". Han var även initiativtagare till Sveriges första handelskompani, och han var delaktig i den vinstgivande slavhandeln under 1600-talet. De Geer blev far till sexton barn och grundare av friherresläkten De Geer. En lång rad svenska adelsmän i släkten har efter honom och hans son burit namnet Louis De Geer. Louis De Geer kom ursprungligen från Vallonien i nuvarande Belgien, men växte upp i Nederländerna och flyttade till Sverige vid 23 års ålder.

## Familj och uppväxt
Louis De Geers far, som också hette Louis och var herre till Gaillardmont vid Mons i Vallonien i nuvarande Belgien, var nederländsk kalvinist. Av religiösa skäl flydde han med sin familj till Dordrecht i Holland. Den unge Louis fick dels i fädernehemmet, dels genom utländska resor en grundlig underbyggnad både i allmän bildning och särskilt i allt vad som hörde till affärslivet.
Efter faderns död slog han sig ner som köpman, först i Dordrecht och sedan 1615 i Amsterdam, som blev medelpunkten för hans verksamhet. I förbindelser med Sverige kom han till följd av svenska kronans behov dels av penninglån, dels av vapen och andra krigsförnödenheter. I båda dessa avseenden stod De Geer, åtminstone från 1617, i affärsgemenskap med svenska kronan.

## Investeringar och ankomst till Sverige
Genom sina landsmän bröderna de Besche fick De Geer närmare kännedom om Sveriges stora naturliga rikedomar. En av dessa bröder, Velam Gillisson De Besche, arrenderade 1618 av kronan Finspångs gård och län för De Geers pengar och mot hans borgen samt blev sedermera, såsom den tekniskt bildade yrkesidkaren, en verksam medhjälpare åt den kapitalstarke affärsmannen i flera av hans företag.
Nu började De Geer nedlägga betydliga kapital i Sverige och gjorde därigenom Finspång till den svenska storslöjdens främsta centrum: där anlades nya masugnar, stångjärnshammare och manufakturer i stor skala, tackjärnsblåsningen och stångjärnssmidet förbättrades efter fransk eller vallonsk metod, kanongjuteri anlades, och järnkanoner började tillverkas. I det närbelägna Norrköping, som blev utskeppningsorten för den nya industrin, anlades gevärsfaktori, mässingsbruk och så vidare. För drivande av den nya industrin inkallades en mängd vallonska bergsmän och smeder från Liège och Namur.
Gustav II Adolf gjorde allt för att främja De Geers verksamhet; han "karesserade den mannen nog, innan han fick locka honom i riket" (Per Brahe d.y.). Så snart De Geer kommit till Sverige, vilket inträffade 1627, blev han genast naturaliserad. Kort förut hade han av kronan arrenderat även Österby, Leufsta och Gimo bruk i Uppland. Nu överhopades han med åtskilliga mer eller mindre lönande uppdrag för kronans räkning: han övertog alla kronans gevärsfaktorier, och sedan kronan själv övertagit kopparhandeln och salthandeln i riket blev han, jämte Erik Larsson (von der Linde), direktör över kronans dithörande affärer.
Den svenska vapenindustrin hade omkring år 1630 nått en så hög utveckling att den krigshär och flotta, som Gustav II Adolf då förde över till Tyskland, i det väsentliga var beväpnad av Louis De Geer med vapen av tillverkade i Sverige. Svenska kronans beställningar hos De Geer gick på stora summor.
Hans befattning med kopparhandeln invecklade honom i många obehag och ådrog honom både Gustav II Adolfs och förmyndarstyrelsens misshag. Sannolikt är dock detta att räkna till de missförstånd, som lätt uppkommer i affärer, då var och en står på sin fördel. Det goda förhållandet emellan honom och regeringen blev likväl snart återställt; särskilt visade Axel Oxenstierna honom mycken vänskap och stort förtroende. Under drottning Kristinas förmyndarregering utvidgade De Geer alltmer sin verksamhet: hans arrenden omfattade slutligen inte endast Finspång och Dannemoraverken utan även åtskilliga andra bruk, i Uppland, Södermanland, Närke och Värmland.

## Adlande och krigsföretag

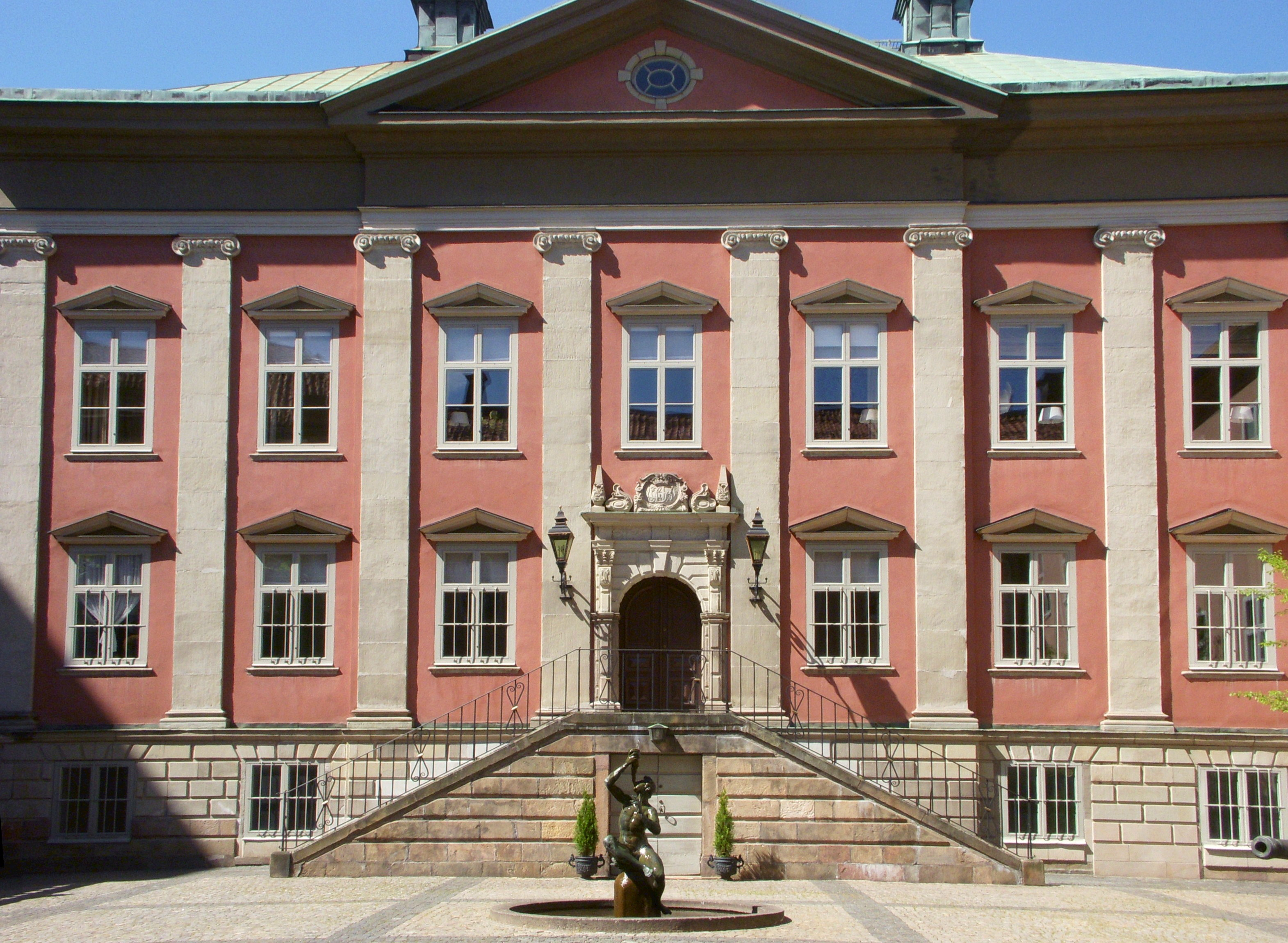
De Geers palats på Götgatan i Stockholm.

För att ännu närmare fästa honom vid Sverige tilldelade honom regeringen 1641 svenskt adelskap och lät honom under frälserätt köpa några av sina arrendebesittningar, nämligen Finspång med underlydande samt Österby, Leufsta och Gimo jämte tillhörande lägenheter (utom Dannemora gruva). Därmed hade De Geer gjort Sverige till sitt andra fädernesland.
Det dröjde inte heller länge innan han fick tillfälle att visa sin tacksamhet och sin patriotism. När Torstensons krig utbröt (1643), skyndade De Geer, på svenska regeringens uppmaning, såsom kunglig svensk kommissarie till Nederländerna, påkallade Staternas bistånd, och då detta uteblev utrustade han, mest på egen bekostnad, en flotta om 30 fartyg som under amiral Martin Thijssens befäl avgick till Danmark för att överföra svenskarna från fastlandet till öarna. Denna första expedition misslyckades, eftersom danskarna i sjöslaget vid Lister Dyb redan i Nordsjön tvingade den att återvända. När expeditionen återkom till Nederländerna råkade De Geer i stora problem, därför att skeppsfolket begärde sin sold och gjorde myteri. Genom stora ansträngningar kunde De Geer likväl snart åter sända en eskader av 22 skepp till Norden. Denna lyckades bättre: den befriade Göteborg från den danska blockaden, trängde genom Öresund, förenade sig med svenska flottan och tog del i den sjöseger som under Carl Gustaf Wrangels överbefäl vanns mellan Femern och Lolland 13 oktober 1644 och som kallas slaget vid Femern – en seger som gjorde svenskarna till herrar på sjön och därmed nödgade danskarna till fred (se A. Munthe: Svenska flottans sjöhjältar, V, 1905).
Vid fredsunderhandlingen rönte De Geer, som redan 1644 återkommit från Nederländerna, den hedern att av Axel Oxenstierna rådfrågas rörande fredsvillkoren. Kostnaderna för hans expedition beräknades till nära en halv miljon riksdaler specie, för vilken summa han på flera sätt gottgjordes. Den vanliga uppgiften att han för sitt fosterländska handlingssätt endast rönte otack och gjorde stora förluster tycks sakna grund.

## Industrier och handel
Sedan De Geer efter fredsslutet återgått till privatlivet, fortsatte han sin industriella verksamhet och utvidgade den dels genom nya egendomsköp, dels med hjälp av den nya arbetskraft som vanns genom en ny invandring av valloner.
De nya arbetsmetoder, som genom De Geers förmedling infördes i det industriella livet, förblev över två sekler härskande i Sverige. Vid Leufsta och Österby uppdrevs tillverkningen oerhört, så att dessa båda bruk, så länge smidestvånget gällde, var rikets största.
Under sina senare levnadsår arbetade han även på utvidgande av Sveriges handelsförbindelser och kolonialväsen. Efter att för egen räkning ha drivit handel på Guineakusten förmådde han (1649) regeringen att inrätta ett afrikanskt kompani med privilegium på oceanhandeln söder om Kanarieöarna, och året därpå inköptes av en afrikansk kung Cabo Corso på Guldkusten i nuvarande Ghana, där en svensk koloni anlades (se vidare Afrikanska kompaniet). Efter att 1651 ha för sista gången besökt Sverige avled De Geer i Amsterdam 19 juni 1652.

### Slavhandel
De Geer och drottning Kristina tog initiativet till den period av svensk slavhandel, som inleddes 1650 genom det ovan nämnda Afrikanska kompaniet. Kompaniet öppnade handelsstationer längs den västafrikanska kusten. Kolonin Cabo Corso innehades av Sverige fram till 1658.

## Familj

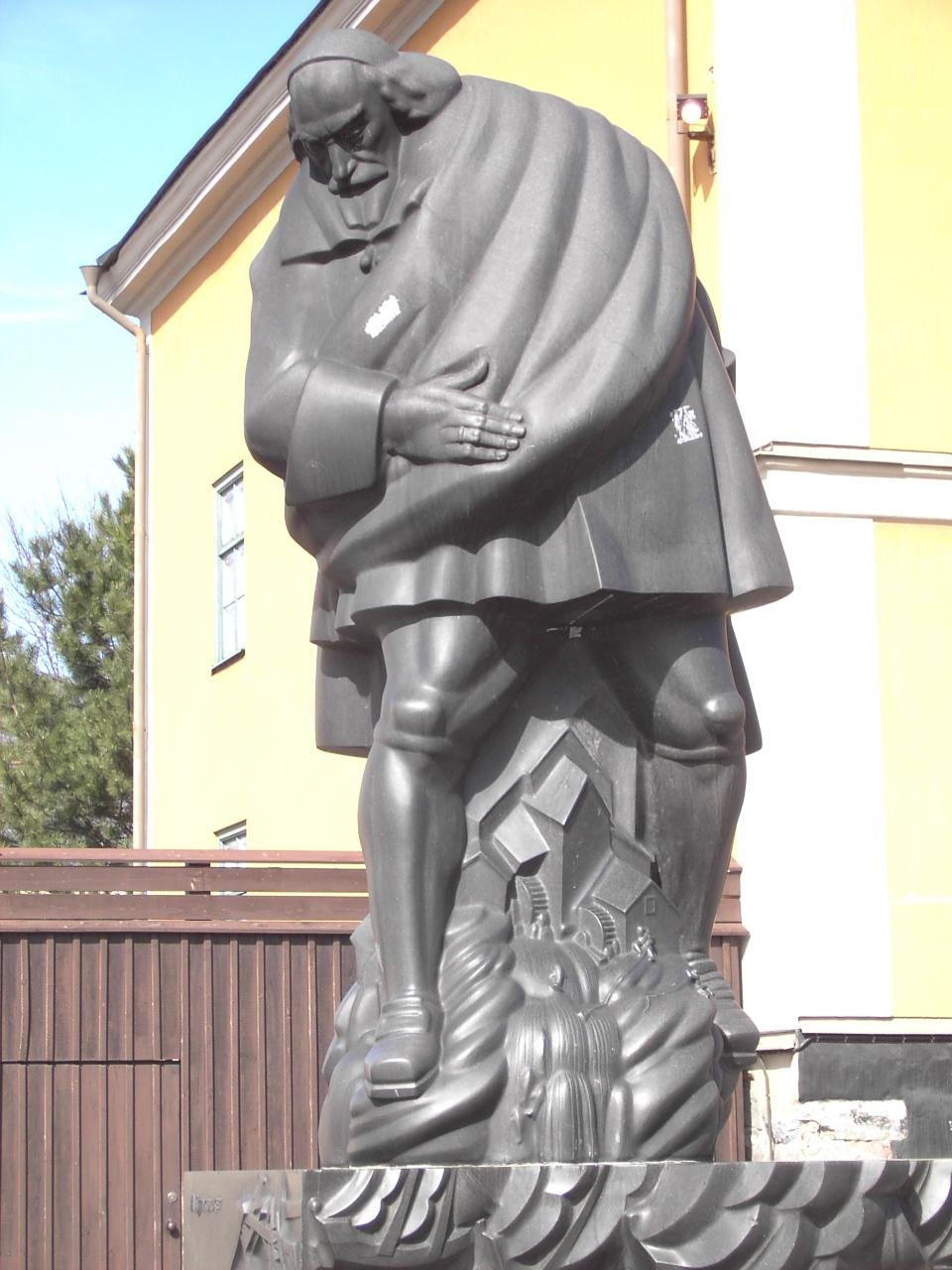
Carl Milles staty av L. i Norrköping. Han står bredbent över Strömmen med en tygbal över axeln.

Med sin förut avlidna maka, Adrienne Gérard, hade Louis De Geer sexton barn, av vilka de flesta överlevde honom. I sitt enskilda liv var han, enligt samtidas intyg, en gudfruktig och rättskaffens, ädelsinnad och välgörande man, som använde sina rikedomar på ett frikostigt sätt. Det är inte bekant vad offren för hans slavhandel ansåg. Han verkade även för det andliga i form av religion och utbildning.

## Minnesmärken och efterord
1829 lät Svenska Akademien slå en medalj över honom, och Frans Michael Franzén skrev med anledning därav ett minnestal.
Louis De Geer står som staty, skapad 1945 av Carl Milles, på Gamla torget i Norrköping. Han har i samma stad även fått konserthuset Louis De Geer samt skolorna De Geers skola och De Geergymnasiet uppkallat efter sig. Han finns även som staty i Berga skulpturpark  (Linköping).